# Gomesa croesus
Gomesa croesus är en orkidéart som först beskrevs av Heinrich Gustav Reichenbach, och fick sitt nu gällande namn av Mark W. Chase och Norris Hagan Williams. Gomesa croesus ingår i släktet Gomesa och familjen orkidéer. Inga underarter finns listade i Catalogue of Life.